# RENT
RENT er en musical, som er skrevet og komponeret af Jonathan Larson. Den kan kategoriseres som en klassisk rockmusical.
Idéen til RENT er inspireret af Giacomo Puccinis opera La Bohème. Larson tog historien og opdaterede den til 1990'ernes New York City, hvor de mange håbefulde kunstnere og skæve eksistenser, han kendte fra sin hverdag, udgjorde Bohemerne fra den originale opera. Persongalleriet var stort set det samme: Marcello blev til Mark, Rodolfo blev til Roger, og Musetta til Maureen, og i stedet for at være plaget af tuberkulose, var lidelsen blandt kunstnerne hiv/aids. I det hele taget er det meste af RENT fragmenter af Jonathan Larsons liv.
Da RENT så dagens lys på The New York Theatre Workshop, nåede Jonathan Larson aldrig at se sit værk fremført foran publikum. Tre uger før premieren fandt man ham død på sit køkkengulv.
RENT var en af de første Broadway-musicals, der havde homoseksuelle og biseksuelle figurer, og dertil endda en meget blandet etnisk rollebesætning. Netop det at musicalen turde bringe kontroversielle emner ind i historien, hjalp til at gøre musicalgenren populær blandt den yngre generation, som hurtigt blev kaldt vor tids rockopera – 90'ernes Hair .
RENT åbnede den 13. februar 1996, for et spændt og meget følelsesladet publikum, og har siden turneret verden rundt.
Den vandt fire Tony Awards, og desuden den prestigefulde Pulitzerpris for drama, der yderst sjældent tilfalder en musical.
Efter 12 år på Broadway, blev Rent taget af programmet den 7. september 2008.

## Film
I 2005 blev RENT også indspillet som film, endda med det meste af den originale rollebesætning fra musicalversionen. Visse plot-elementer var ændret en smule og enkelte sange var lavet om til dialog.

## Sangoversigt
| - Tune Up #1 – Mark & Roger - Voice Mail #1 – Mark's Mom - Tune Up #2 – Mark, Roger, Collins & Benny - Rent – Company - You Okay Honey? – Angel, Collins & man on steet - Tune Up #3 – Mark & Roger - One Song Glory – Roger - Light My Candle – Mimi & Roger - Voice Mail #2 – Mr. & Mrs. Jefferson - Today 4 U – Collins, Roger, Mark & Angel - You'll See – Benny, Mark, Roger, Collins & Angel - Tango: Maureen – Joanne & Mark - Life Support – Company - Out Tonight – Mimi - Another Day – Mimi, Roger & Company - Will I? – Company - Santa Fe – Collins, Angel & Mark - I'll Cover You – Angel & Collins - We're Okay – Joanne - Christmas Bells – Company - Over The Moon – Maureen - La Vie Boheme A – Company - I Should Tell You – Mimi & Roger - La Vie Boheme B – Company | - Seasons Of Love – Company - Happy New Year – Mark, Roger, Mimi, Collins, Angel, Maureen & Joanne - Voice Mail #3 – Mark's Mom & Alexi Darling - Happy New Year B – Mark, Roger, Mimi, Collins, Angel, Maureen, Joanne & Benny - Take Me Or Leave Me – Maureen & Joanne - Seasons Of Love B – Company - Without You – Roger & Mimi - Voice Mail #4 – Alexi Darling - Contact – Company - I'll Cover You (Reprise) – Collins & Company - Halloween – Mark - Goodbye Love – Mark, Roger, Mimi, Collins, Angel, Maureen, Joanne & Benny - What You Own – Roger & Mark - Voice Mail #5 – Roger's Mom, Mimi's Mom, Mr. Jefferson & Mark's Mom - Finale – Company - Your Eyes – Roger - Finale B – Company |